# 食得怪 先好嗌
《食得怪 先好嗌》（Disgusting Delicacies）是香港MakerVille製作的飲食及旅遊節目，由陳安立及陳俞希主持，2022年9月19日起逢星期一至五 23:00－23:30於ViuTV播出。兩位主持人會去歐洲及非洲試食一些奇怪的食物。

## 每集內容
| 集數   | 首播日期 | 地區                       | 主題               | 遊覽地點（品嚐的食物） | 隨團嘉賓           |
| 2022年 |          |                            |                    | |                    |
| 1      | 9月19日  | 英国 · 蘇格蘭 · 格拉斯哥   | 暗黑料理           | Blue Lagoon Fish & Chips（炸朱古力棒、炸Pizza）、 Haggis烹飪課程 | －                 |
| 2      | 9月20日  | 英国 · 蘇格蘭 · 格拉斯哥   | 蘇格蘭國菜         | Haggis烹飪課程（肉餡羊肚Haggis）、 Tennent's Wellpark Brewery、格拉斯哥大教堂 | －                 |
| 3      | 9月21日  | 英国倫敦                   | 碧咸愛店           | Tony's Pie & Mash Shop（鰻魚啫喱、燉鰻魚）、 Bentley's Oyster Bar & Grill（仰望星空批） | 梁芷靈             |
| 4      | 9月22日  | 英国倫敦                   | 民族特色市集       | Brixton Market（Injera苔麩發酵薄餅）、 Express Cafe（英式血腸Black Pudding）、Tesco、 海德公園（馬麥醬、Rice Cakes、Liquorice甘草糖）                                                          | 梁芷靈             |
| 5      | 9月23日  | 義大利 · 薩丁島            | 薩丁島料理         | La Saletta, Aalghero（小牛舌配海蝸牛、烤羊大腸、 羊頸腺配薩丁尼亞香草酒、發酵無花果醬煮豬仔腦）、 Ristorante Nautilus（Fregula、Sebada）                                                       | 彭艾烈 （Rizzy）   |
| 6      | 9月26日  | 義大利 · 薩丁島            | 薩丁島終極暗黑料理 | Azienda Agrituristica Sa Mandra （Sardo、羊肚凝乳、蛆蟲芝士Casu Marzu） | 彭艾烈 （Rizzy）   |
| 7      | 9月27日  | 義大利 · 西西里島 · 巴勒莫 | 西西里島遊         | 卡普奇尼地下墓穴、（雪糕三文治Brioche con Gelato）、 Capo Market（Frittula）、Ballarò Market（小牛腸、牛雜包）                                                                                 | －                 |
| 8      | 9月28日  | 義大利 · 西西里島 · 巴勒莫 | 摩洛哥美食之旅     | Ballarò Market（炸飯糰Arancina、炸鷹嘴豆餅三文治） KePalle（肉醬意粉口味Arancina、墨汁三文魚口味Arancina、 Norma口味Arancina、榛子朱古力口味Arancina）                                         | －                 |
| 8      | 9月28日  | 摩洛哥                     | 摩洛哥美食之旅     | 馬拉喀什德吉瑪廣場（蝸牛湯、烤羊臉） | －                 |
| 9      | 9月29日  | 摩洛哥                     | 撒哈拉沙漠之旅     | 馬拉喀什德吉瑪廣場（Khoudenjal草藥茶、 草藥茶類似材料製成的蛋糕、仙人掌果、薄荷茶、駱駝漢堡）、 Toufliht Forest Park附近餐廳－Cafe Restaurant Tizi Ait Barka、 Pueblo Touareg Camp（洋蔥凍湯） | －                 |
| 10     | 9月30日  | 摩洛哥                     | 在摩洛哥的一天打獵 | Pueblo Touareg Camp、撒哈拉沙漠一帶 | －                 |
| 11     | 10月3日  | 摩洛哥                     | 神秘嘉賓登場       | 撒哈拉沙漠一帶（王者蜥塔吉鍋）、Dar Rihanna Dades | 謝茜嘉             |
| 12     | 10月4日  | 摩洛哥                     | 摩洛哥宰牲節       | 羊市場、Babouz Aicha及Babouz Ahmad 的家 （乳鴿Couscous）、Dar Rihanna Dades（Grey Wine） | 謝茜嘉             |
| 13     | 10月5日  | 葡萄牙                     | 葡萄牙國民料理     | 波圖（馬介休）、阿馬蘭蒂三門拱橋、 聖貢薩洛教堂、Scoundrels Distilling Co.、 O Moinho Centro Histórico（聖貢薩洛蛋糕Saint Gonçalo Cakes）                                                      | 李錦毅 （Desmond） |
| 14     | 10月6日  | 葡萄牙                     | 葡萄牙星級餐廳     | 阿龍希什A Estalagem（白酒煮豬睪丸片、豬腦炒蛋）、 波圖Rua das Flores（葡撻、乳豬包）、 蓬蒂迪利馬（豬血飯、豬雜）                                                                              | 李錦毅 （Desmond） |
| 15     | 10月7日  | 西班牙 · 馬德里            | 西班牙古老餐廳     | Casa Botín（鰻魚苗、西班牙乳豬）、 聖米格爾市場（雪條、蝸牛兔肉燴飯） | －                 |

## 外部連結
- ViuTV：食得怪 先好嗌 （页面存档备份，存于）

## 電視節目的變遷
| 香港 ViuTV 星期一至五 23:00－23:30      | 香港 ViuTV 星期一至五 23:00－23:30             | 香港 ViuTV 星期一至五 23:00－23:30 |
| --------------------------------------- | ---------------------------------------------- | ---------------------------------- |
|                                         | 食得怪 先好嗌 （2022年9月19日－2022年10月7日） |                                    |
| 深宵更 （2022年8月29日－2022年9月16日） | 放浪加勒比 （2022年10月10日－2022年10月21日）  |                                    |